# Christoffer Olsson i Eskilstorp
Christoffer Olsson (i riksdagen kallad Olsson i Eskilstorp), född 13 juli 1820 i Maglarps församling, Malmöhus län, död 18 februari 1889 i Eskilstorps församling, Malmöhus län, var en svensk lantbrukare, kommunalordförande och riksdagsman.
Olsson var ledamot av första kammaren 1873–1878, invald i Malmöhus läns valkrets. Han motionerade om deltagandet i kostnaderna för tingshus och häradsfängelse och om beräkning av folkskollärarnas pensionsålder efter tjänsteår.